# Швиденко Анатолій Зіновійович
Анато́лій Зіно́війович Швиденко (*20 вересня 1937 року, с. Нова Гребля, Україна) — доктор сільськогосподарських наук, професор, академік Міжнародної академії інформатизації, провідний науковий співробітник Інституту лісу ім. В. М. Сукачова Сибірського відділення Російської академії наук та Міжнародного інституту прикладного системного аналізу в місті Лаксенбург, Австрія. Основні наукові здобутки у сферах моделювання росту та продуктивності лісів Північної Євразії та їх впливу на глобальні біогеохімічні цикли. Керівник та відповідальний виконавець багатьох міжнародних проектів (Siberia-II, IRIS, Enviro-RISK, Third Millennium Ecosystem Assessment).

## Біографія
Швиденко Анатолій Зіновійович народився 20 вересня 1937 року в селі Нова Гребля Жашківського району Черкаської області УРСР.
1954—1959 — студент лісогосподарського факультету Української сільськогосподарської академії (УСГА) в Києві (тепер — Національний університет біоресурсів і природокористування). Після завершення навчання присвоєно кваліфікацію інженера лісового господарства.
1959—1961 — інженер-таксатор Третьої Хабаровської лісовпорядної експедиції Далекосхідного аерофотолісовпорядчого тресту ВО «Ліспроект» у місті Хабаровськ.
1961—1963 — молодший науковий співробітник Сахалінської лісової дослідної станції ДалНДІЛГА, місто Долинськ Сахалінської області.
1963—1966 — головний лісничий Долинського лісгоспу комбінату «Сахалінліс», місто Долинськ.
1966—1968 — аспірант кафедри лісової таксації Української сільськогосподарської академії (УСГА). Після завершення в 1968 році, захистив кандидатську дисертацію на тему «Каменноберезовые леса острова Сахалина, их строение, продуктивность и товарность» на здобуття наукового ступеня кандидата сільськогосподарських наук.
1968—1972 — студент фізико-математичного факультету Київського державного університету. Присвоєно кваліфікацію математика (теорія ймовірностей та математична статистика).
1968—1988 — асистент (з 1968), старший викладач (з 1971), доцент і завідувач кафедри лісової таксації (з 1980) .
1982 — захистив докторську дисертацію на тему «Теоретические и экспериментальные обоснования системы лесоинвентаризации горных лесов зоны интенсивного ведения хозяйства».
1983 — отримав звання професора.
1988—1992 — працює директором Всесоюзного (з 1991 року Всеросійського) науково-дослідного та інформаційного центру з лісових ресурсів Державного комітету СРСР з лісу (ВНДІЦлісресурс) в Москві.
1992—2008 — провідний науковий співробітник (2009—2011 — керівник Лісової програми) Міжнародного інституту прикладного системного аналізу, Австрія.
З 2002 — головний науковий співробітник Інституту лісу ім. В. М. Сукачова Сибірського відділення Російської академії наук, Красноярськ.
2009 — керівник Лісової програми Міжнародного інституту прикладного системного аналізу.

## Наукові праці
Основні наукові результати професора Швиденка А. З. спрямовані на розробку нових методів обліку лісів, моделювання структури, динаміки та продуктивності лісів, вивчення впливу лісів на основні глобальні біогеохімічні цикли. Разом із своїм вчителем — професором Нікітіним К. Є. він є одним із фундаторів впровадження електронних обчислювальних машин у лісову справу на теренах колишнього Радянського Союзу.
Вчений є автором і співавтором близько 400 наукових та науково-популярних робіт, включаючи 15 книг, опублікованих українською, російською та іншими мовами в різних наукових світових виданнях. Переважна частина публікацій Швиденка А. З. останніх років вийшла в світ у відомих англомовних виданнях.
- Швиденко А.З., Щепащенко Д.Г., Нильссон С., Булуй Ю.И. Таблицы и модели хода роста и продуктивности насаждений основных лесообразующих пород Северной Евразии (нормативно-справочные материалы). Издание 2-е, доп. — М. : Федеральное агентство лесного хозяйства, 2008. — 886 с.

- Щепащенко Д.Г., Швиденко А.З., Шалаев В.С. Биологическая продуктивность и бюджет углерода лиственничных лесов Северо-Востока России: Монография. — М. : Московский гос. ун-т леса, 2008. — 296 с. — ISBN 978-5-8135-0443.

- Швиденко А.З., Щепащенко Д.Г., Ваганов Е.А., Нильссон С. Чистая первичная продукция лесных экосистем России: новая оценка // Доклады Академии Наук. — 2008. — Т. 421(6). — С. 1-5.

- Швиденко А.З., Щепащенко Д.Г. Что мы знаем о лесах России сегодня? // Лесная таксация и лесоустройство. — 2011. — Т. 1-2(45-46). — С. 153-172.

- Швиденко А.З., Щепащенко Д.Г., Ваганов Е.А., Сухинин А.И., Максютов Ш.Ш., МкКаллум И., Лакида П.И. Влияние природных пожаров в России 1998-2010 гг. на экосистемы и глобальный углеродный бюджет // Доклады Академии Наук. — 2011. — Т. 441(4). — С. 544-548.

- Pan Y., Birdsey R., Fang J., Houghton R., Kauppi P., Kurz W., Phillips O., Shvidenko A. et al. A Large and Persistent Carbon Sink in the World’s Forests // Science. — 2011. — Т. 1201609. Архівовано з джерела 20 липня 2011. Процитовано 16 серпня 2012.

Під науковим керівництвом вченого підготовлено і захищено 4 докторських та 7 кандидатських дисертацій.

## Наукова і громадська діяльність
Швиденко А. З. є член редколегії низки фахових міжнародних журналів. Керівник та відповідальний виконавець багатьох національних і міжнародних проектів, присвячених актуальним проблемам лісової науки в Україні, Росії та на глобальному світовому рівні.
- 1994 — дійсний член Міжнародної академії інформатизації.
- 1994 — член Наглядової ради Глобальної системи спостережень за наземними системами ФАО ООН.
- 1994 — член Міжнародної ради наукових спілок.
- 1994 — член комітетів ЮНЕСКО.
- 1994 — член Всесвітньої метеорологічної організації.
- 1994—2000 — член Наукової ради Всесвітньої комісії з лісівництва та сталого розвитку.
- 1998 — фундатор, віце-президент (до 2002 року) та член керівного комітету Міжнародної асоціації досліджувачів бореальних лісів.
- 2006 — член Сибірського комітету Міжнародної геосферно-біосферної програми.

## Нагороди і відзнаки
Професор Швиденко А. З. відзначений багатьма урядовими та державними нагородами, почесними дипломами низки міжнародних організацій.
- 1982 — Почесний знак «Ветеран лісовпорядкування».
- 1984 — Бронзова медаль «За успіхи в народному господарстві СРСР».
- 1986 — Орден «Знак Пошани».
- 1990 — Лауреат Державної премії України у сфері науки і техніки.
- 1996 — Почесний диплом Міжнародної асоціації дослідників бореальних лісів.
- 2006 — Диплом 2-го ступеня ООН за наукові та технологічні досягнення в охороні довкілля (англ. Zayed international prize for the environment).
- 2007 — Нобелівська премія миру у складі Міжнародної групи експертів з питань змін клімату (IPCC)[6].
- 2007 — Почесний професор Національного університету біоресурсів і природокористування України.

Почесний іноземний член Лісівничої академії наук України.